# Ministère de l'Enseignement supérieur (Cameroun)

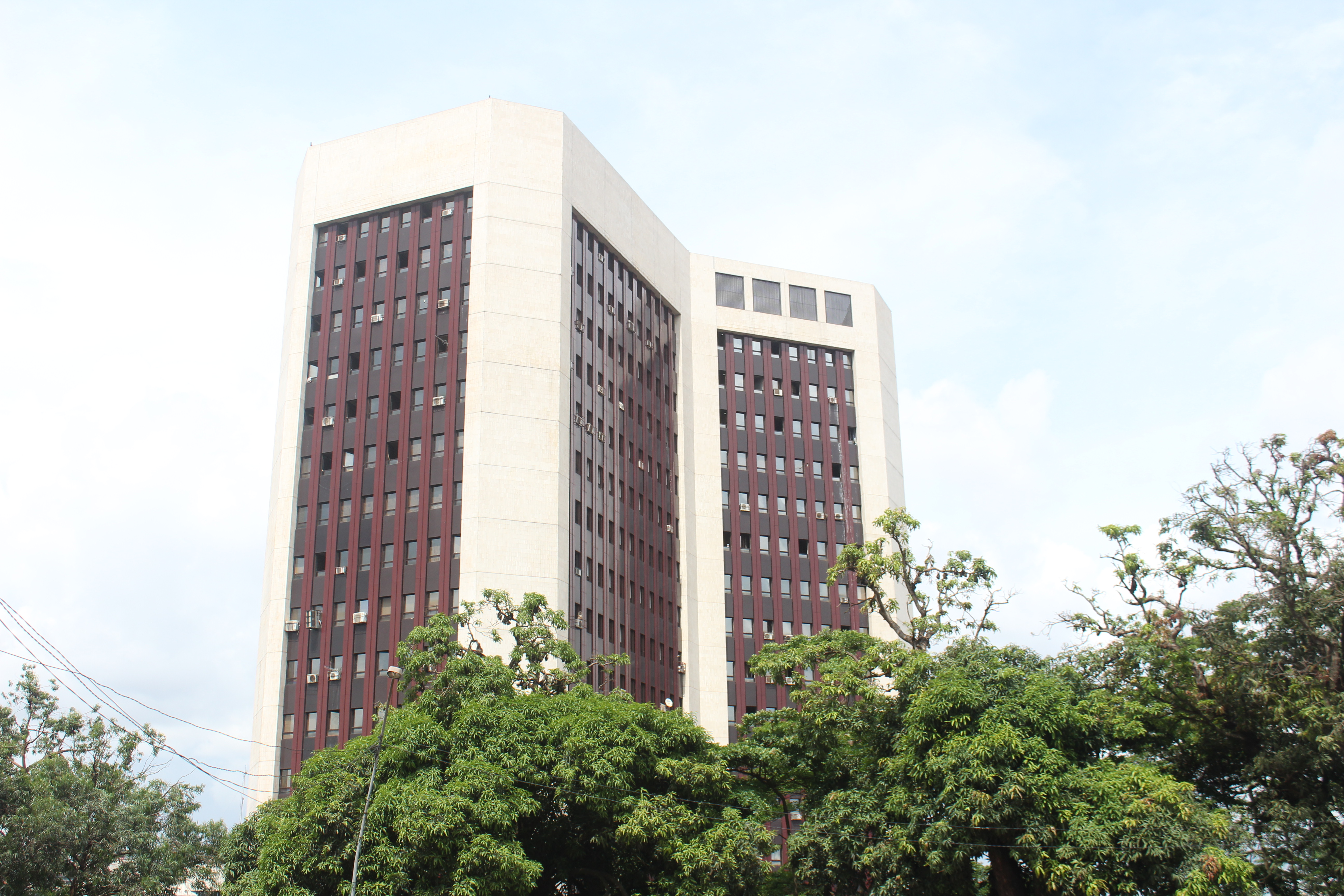
Ministère des enseignements Supérieur Yaounde Cameroun

Le Ministère de l'Enseignement supérieur (en anglais, ministry of higher education) est une institution publique camerounaise auparavant sous la tutelle du ministère de l'éducation nationale. Il est placé sous l'autorité d'un ministre. Il est responsable de l'élaboration, et de la mise en œuvre de la politique du gouvernement en matière d'enseignement supérieur.

## Historique
Il devient ministère de l'Enseignement supérieur à part entière en 1984.

## Mission
Il est chargé :
- De l'organisation, du fonctionnement et du contrôle pédagogique de l'enseignement supérieur[2].
- De la pérennisation des missions traditionnelles de l'enseignement supérieur ; la promotion et de la diffusion de la recherche universitaire[2].
- De la coopération universitaire internationale en liaison avec le ministère des relations extérieures[2].
- De la garantie de la qualité de la formation de l'enseignement supérieur[2].
- Il étudie et propose au gouvernement les voies et les moyens visant à l'adaptation en permanence des certaines filières du système d'enseignement supérieur aux réalités économiques et sociales nationales[2].
- De l'élaboration, du suivi et de la mise en œuvre de la carte universitaire[2].
- D'élaborer, d'analyser et de tenir les statistiques de ce niveau d'enseignement[2].
- De délivrer les accréditations et de contrôler le niveau pédagogique des établissements privés d'enseignement supérieur[2].
- Responsable de l'enseignement normal supérieur[2].
- D'assurer une liaison permanente avec tous les secteurs de la vie nationale en vue du développement[2].
- De suivre et de contrôler des universités d'Etat, des instituts et des établissements universitaires privés [2].
- Superviser la délivrance du baccalauréat et du general certificate of education advanced level[2].

Il exerce en outre la tutelle académique sur:    
- l'Institut des relations internationales du Cameroun (IRIC)[2].
- l'école supérieur des sciences et techniques de l'information et de la communication (ENSPT)[2].
- l'institut nationale de la jeunesse et des sports(INJS)[2].
- l'école nationale supérieur des travaux publics (ENSTP)[2].

## Liste des responsables successifs du Ministère de l'Enseignement supérieur
| N° | Années    | Noms et Prénoms            |
| -- | --------- | -------------------------- |
| 1  | 2006      | Jacques Fame Ndongo        |
| 2  | 2002-2006 | Maurice tchuente           |
| 3  | 1997-2002 | Jean marie atangana mebara |
| 4  | 1994-1997 | Peter agbor tabi           |
| 5  | 1992-1994 | Titus edzoa                |
| 6  | 1990-1992 | Joseph OWONA               |
| 7  | 1986-1990 | Abdoulaye babale           |
| 8  | 1985-1986 | David abouem à tchoyi      |
| 9  | 1984-1985 | Gibering bol alima         |